# Paul Bettany
Paul Bettany, né le 27 mai 1971 à Harlesden,  dans le Grand Londres (Angleterre, Royaume-Uni), est un acteur et producteur britannico-américain. 
Durant les années 2000, il se fait connaître grâce à des seconds rôles sous la direction du réalisateur américain Ron Howard : dans Un homme d'exception (2001), Da Vinci Code (2006) ou encore Solo: A Star Wars Story (2018). Il incarne également le  Dr Stephen Maturin dans le film d'aventures Master and Commander : De l'autre côté du monde (2003), de Peter Weir.
S’il connaît plusieurs échecs en tant qu'acteur principal, il est choisi pour doubler le personnage de Jarvis dans la trilogie Iron Man (2008-2013). Puis début 2015, le scénariste réalisateur Joss Whedon lui permet de devenir le personnage de Vision dans l'univers cinématographique Marvel.

## Biographie

### Jeunesse
Paul Bettany naît à Londres, le 27 mai 1971. Il est le fils de Thane Bettany, acteur et d'Anne Kettle. Il est élevé dans la religion catholique.
Son père, Thane Bettany est le demi-frère par alliance du père de Sophie Rhys-Jones, duchesse d'Edimbourg.

### Seconds rôles à Hollywood (2001-2007)
Entre 1994 et 2000, l'acteur mène sa carrière en Angleterre, alternant films de cinéma, téléfilms et séries.
L'année 2001 lui permet de faire une percée remarquée à Hollywood : il prête ses traits au poète Chaucer dans le film d'action historique Chevalier écrit et réalisé par de Brian Helgeland, aux côtés de la révélation Heath Ledger. Il est aussi à l'affiche de l'oscarisé biopic Un homme d'exception, de Ron Howard, où il incarne un étudiant en lettres passionné par la poésie, et meilleur ami du héros John Nash incarné par Russell Crowe.
L'année suivante, il se contente d'apparaître dans des productions britanniques - The Heart of Me et The Reckoning, mais il tourne déjà ses projets américains suivants. 
En 2003, il fait partie de la distribution réunie par Lars von Trier pour son expérimental Dogville. Surtout, il retrouve Russell Crowe pour l'ambitieux Master and Commander : De l'autre côté du monde. Crowe le recommande au réalisateur Peter Weir non pas en valorisant ses talents d'acteur, mais en soulignant que c'est un excellent musicien. Il prête ses traits au Dr. Stephen Maturin. Le film reçoit d'excellentes critiques, mais ne parvient pas à rentabiliser son budget.
L'acteur se replie sur des productions plus commerciales : en 2004, il partage l'affiche de la romance sportive La Plus Belle Victoire avec la jeune star Kirsten Dunst. Et en 2006, il tient un rôle secondaire dans le film d'action Firewall, mené par Harrison Ford. Enfin, il prête ses traits à Silas dans le succès de salle ésotérique Da Vinci Code, qui lui permet de retrouver Ron Howard. 
L'année 2008 le voit passer au second plan : il tient un second rôle dans un film choral féminin, Le Secret de Lily Owens et joue dans un film d'héroic-fantasy de série B, Inkheart, mené par Brendan Fraser et Sienna Guillory. Enfin, il accepte de prêter sa voix à JARVIS, l'entité informatique du succès de salle Iron Man, de Jon Favreau.

### Premiers rôles et échecs (2009-2011)

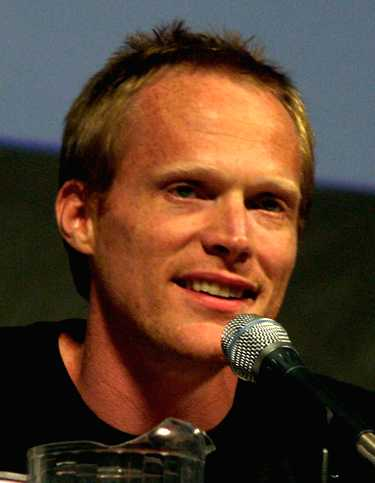
L'acteur en juillet 2009, pour la promotion de Légion.

En 2009, il parvient à renouer avec des projets ambitieux : tout d'abord, il tient le troisième rôle principal du film en costumes Victoria : Les Jeunes Années d'une reine, de Jean-Marc Vallée. Et surtout, il prête ses traits à Charles Darwin dans le biopic Création, de Jon Amiel. Il y donne la réplique à sa femme, Jennifer Connelly. Le film passe cependant inaperçu.
L'année suivante lui permet de tenir un autre premier rôle, celui du film d'action fantastique Légion, de Scott Charles Stewart. Et il seconde le duo de stars Angelina Jolie / Johnny Depp tenant le haut de l'affiche du thriller The Tourist, réalisé par Florian Henckel von Donnersmarck. Enfin, il prête de nouveau sa voix à JARVIS dans Iron Man 2.

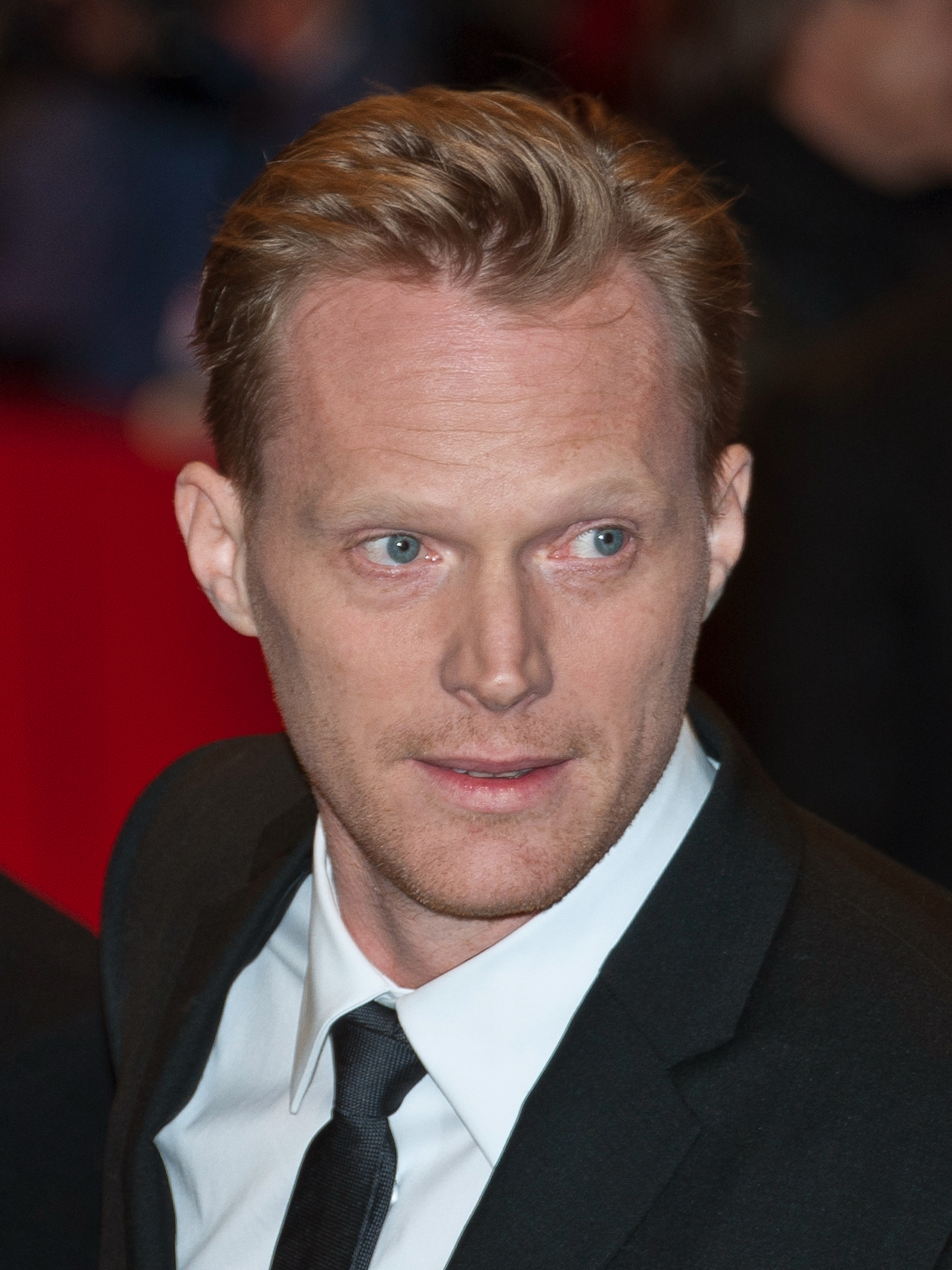
L'acteur à la première de Margin Call à la Berlinale 2011.

En 2011, il fait un grand écart : il fait partie de l'élégant casting du thriller financier Margin Call, de J. C. Chandor, porté par Kevin Spacey. Il est aussi la tête d'affiche d'un film d'action fantastique, Priest, de Scott Charles Stewart. Le premier est acclamé par la critique mais le second est un flop.

### Passage difficile puis sursaut commercial (depuis 2012)
Il entame alors une phase délicate de sa carrière : en 2012, il mène le modeste polar anglais Blood, de Nick Murphy, et à Hollywood, il se contente de retrouver JARVIS pour le succès de salle Avengers, de Joss Whedon, puis pour Iron Man 3, de Shane Black, sorti en 2013.
Son ami Johnny Depp le recommande alors pour des seconds rôles : le thriller de science-fiction Transcendance, de Wally Pfister (2014) et la comédie décalée Charlie Mortdecai, de David Koepp (2015).
Joss Whedon sauve sa carrière en lui annonçant que dans Avengers : L'Ère d'Ultron, JARVIS va donner naissance à une nouvelle entité super-héroïque, Vision. Le succès de salle est un énorme succès de l'année 2015.
Il retrouve le personnage l'année d'après dans le succès de salle Captain America: Civil War, d'Anthony et Joe Russo. Il dévoile aussi son second film en tant que réalisateur Shelter, dont il signe également le scénario. Il y dirige son épouse Jennifer Connelly et son partenaire des Avengers Anthony Mackie, qui forment à l'écran un couple de SDF.
En tant qu'acteur, Bettany mène aussi des projets modestes : en 2017, il joue un soldat de la Première Guerre mondiale dans un drame anglais Journey's End, de Saul Dibb. Il est également choisi pour la série de Discovery Channel, Manhunt: Unabomber. Durant huit épisodes, il prête ses traits à Theodore Kaczynski.
L'année 2018 est marquée par un coup de chance : Ron Howard, dépêché pour retourner Solo: A Star Wars Story, lui confie un rôle à la dernière minute, celui de Dryden Vos. L'acteur s'apprête alors à être à l'affiche de Avengers: Infinity War, d'Anthony et Joe Russo, où son personnage de Vision joue un rôle central.
Début 2019, il est officialisé dans une nouvelle série produite pour la nouvelle plateforme Disney +, intitulée WandaVision, où il reprend son rôle de Vision  aux côtés d'Elizabeth Olsen.

## Vie privée

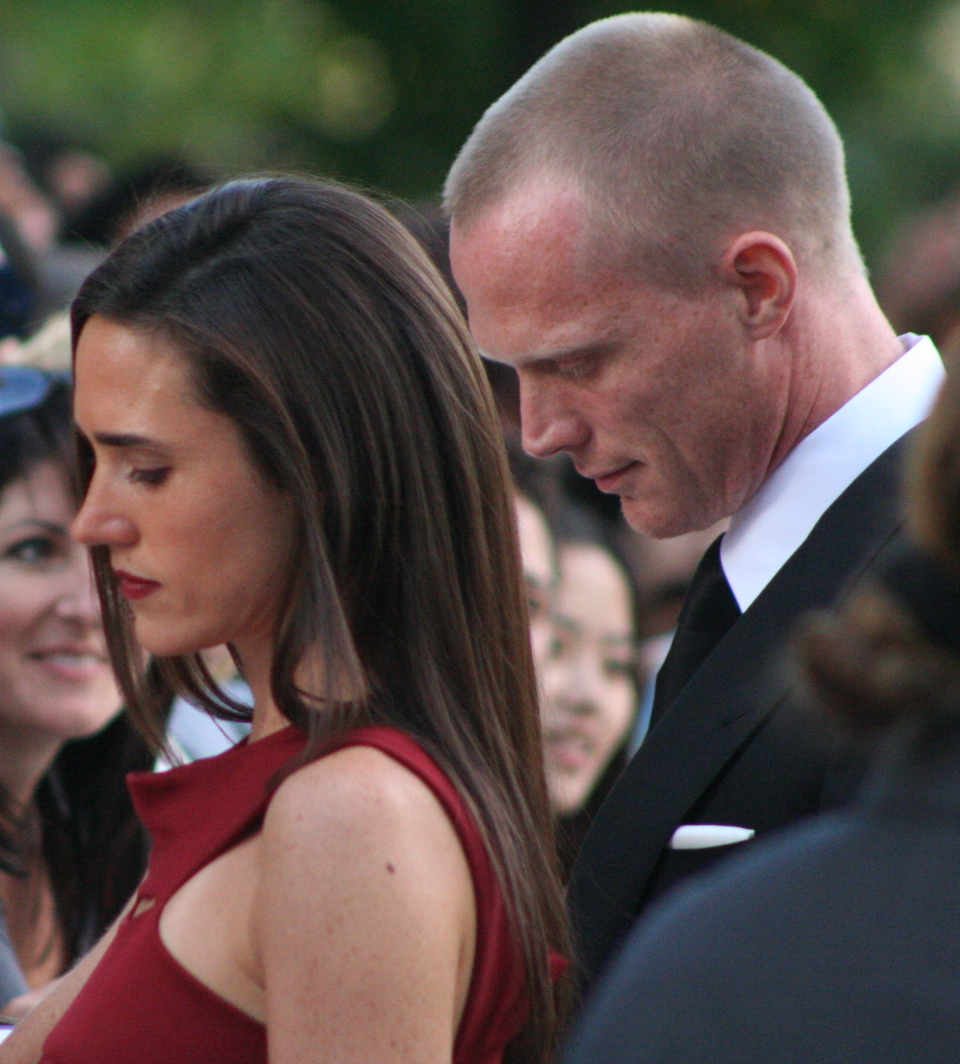
L'acteur avec sa femme Jennifer Connelly au TIFF 2009.

Il épouse l'actrice américaine Jennifer Connelly, qu'il a rencontrée sur le tournage d'Un homme d'exception (A Beautiful Mind) (2001) le 1er janvier 2003. Le couple a un fils, Stellan né le 5 août 2003, et une fille, Agnes née le 31 mai 2011. Bettany est athée.

## Filmographie

### Cinéma
- 1997 : Bent de Sean Mathias : Capitaine
- 1998 : Trois Anglaises en campagne (The Land Girls) de David Leland : Philip
- 1999 : After the Rain de Ross Kettle : Steph
- 2000 : The Suicide Club (en) de Rachel Samuels : Shaw
- 2000 : Gangster No. 1 (Gangster Number One) de Paul McGuigan : Jeune Gangster
- 2000 : Dead Babies de William Marsh : Quentin
- 2001 : Chevalier (A Knight's Tale) de Brian Helgeland : Geoffrey Chaucer
- 2001 : Un homme d'exception (A Beautiful Mind) de Ron Howard : Charles
- 2002 : The Heart of Me de Thaddeus O'Sullivan : Rickie
- 2003 : Dogville de Lars von Trier : Tom Edison
- 2003 : The Reckoning de Paul McGuigan : Nicholas
- 2003 : Master and Commander : De l'autre côté du monde (Master and Commander: The Far Side of the World) de Peter Weir : Dr. Stephen Maturin, chirurgien
- 2004 : Euston Road : Y
- 2004 : La Plus Belle Victoire (Wimbledon) de Richard Loncraine : Peter Colt
- 2005 : Stories of Lost Souls : Y (segment Euston Road)
- 2005 : Kiss Kiss (Bang Bang) de Stewart Sugg : Jimmy
- 2006 : Firewall de Richard Loncraine : Bill Cox
- 2006 : Da Vinci Code de Ron Howard : Silas
- 2008 : Iron Man de Jon Favreau : JARVIS (Voix)
- 2008 : Le Secret de Lily Owens (The Secret Life of Bees) de Gina Prince-Bythewood : T. Ray Owens
- 2008 : Cœur d'encre (Inkheart) de Iain Softley : Dustfinger
- 2009 : Victoria : Les Jeunes Années d'une reine de Jean-Marc Vallée : Lord Melbourne
- 2010 : Légion de Scott Charles Stewart : Archange Michael
- 2010 : Iron Man 2 de Jon Favreau : JARVIS (Voix)
- 2010 : The Tourist de Florian Henckel von Donnersmarck : Acheson
- 2011 : Margin Call de J. C. Chandor : Will Emerson
- 2011 : Création de Jon Amiel : Charles Darwin
- 2011 : Priest de Scott Charles Stewart : Priest
- 2012 : Avengers de Joss Whedon : JARVIS (Voix)
- 2013 : Blood de Nick Murphy : Joe Fairburn
- 2013 : Iron Man 3 de Shane Black : JARVIS (Voix)
- 2014 : Transcendance de Wally Pfister : Max
- 2015 : Avengers : L'Ère d'Ultron de Joss Whedon : JARVIS (voix) / la Vision
- 2015 : Charlie Mortdecai (Mortdecai) de David Koepp : Jock Strapp
- 2015 : Legend de Brian Helgeland : Charlie Richardson
- 2016 : Captain America: Civil War d'Anthony et Joe Russo : Vision
- 2017 : Men of Honor (Journey's End) de Saul Dibb : Osborne
- 2018 : Avengers: Infinity War d'Anthony et Joe Russo : Vision
- 2018 : Solo: A Star Wars Story de Ron Howard : Dryden Vos
- 2020 : Mon oncle Frank (Uncle Frank) d'Alan Ball : Frank
- 2024 : Here de Robert Zemeckis : Al Young

### Télévision
- 1997 : Sharpe's Waterloo : Prince William d'Orange
- 1998 : La Dynastie des Carey-Lewis : Le Grand Retour (Coming Home) : Edward Carey-Lewis
- 1998 : Killer Net : Joe Hunter
- 1999 : Every Woman Knows a Secret (feuilleton TV) : Rob
- 2000 : David Copperfield : James Steerforth
- 2017 : Manhunt: Unabomber (mini-série) - 8 épisodes : Theodore Kaczynski
- 2021 : WandaVision : Vision (rôle principal, 9 épisodes)
- 2021 : A Very British Scandal : Ian Campbell
- 2026 : Vision Quest : Vision (pré-production)

## Distinctions

### Récompenses
- 2021 : Gold Derby Awards du meilleur acteur dans une mini-série ou un téléfilm pour WandaVision (2021) pour le rôle de Vision.
- 2021 : Online Film & Television Association Awards du meilleur acteur dans une mini-série ou un téléfilm pour WandaVision (2021) pour le rôle de Vision.

### Nominations
- 2021 : Hollywood Critics Association du meilleur acteur dans une mini-série ou un téléfilm pour WandaVision (2021) pour le rôle de Vision.
- 2021 : International Online Cinema Awards du meilleur acteur dans une mini-série ou un téléfilm pour WandaVision (2021) pour le rôle de Vision.
- 73e cérémonie des Primetimes Emmy awards 2021 : Meilleur acteur dans une mini-série ou un téléfilm pour WandaVision (2021) pour le rôle de Vision.

## Voix francophones
En version française, Paul Bettany est notamment doublé à quatre reprises par Jérôme Pauwels dans Un homme d'exception, Master and Commander : De l'autre côté du monde, Da Vinci Code et Margin Call, ou encore à trois reprises par Pierre-Arnaud Juin dans Cœur d'encre, Victoria : Les Jeunes Années d'une reine et Charlie Mortdecai.
Dans l'univers cinématographique Marvel, ses apparitions hors écran en tant que J.A.R.V.I.S. sont doublées par Philippe Faure, puis, lorsqu'il devient Vision dans Avengers : L'Ère d'Ultron, Patrick Osmond lui succède, ayant déjà doublé Paul Bettany dans Le Secret de Lily Owens. À la suite de la mort d'Osmond, Georges Caudron le remplace à partir de la série WandaVision. Georges Caudron étant décédé en 2022, un nouveau comédien prendra la suite. 
Parmi ses autres voix notables, il est doublé à deux reprises chacun par Jean-Pierre Michaël dans Gangster No. 1 et The Tourist ainsi que par Tanguy Goasdoué dans La Plus Belle Victoire et Solo: A Star Wars Story. Enfin, il est doublé à titre exceptionnel par Stéphane Marais dans La Dynastie des Carey-Lewis : Le Grand Retour, Nicolas Marié dans Chevalier, Dimitri Rataud dans Dogville, Vincent de Boüard dans Firewall, Boris Rehlinger dans Légion : L'Armée des anges, David Krüger dans Priest, Jean-Christophe Dollé dans Transcendance, Marc Arnaud dans Legend, Philippe Allard dans Manhunt: Unabomberet Christian Gonon dans Mon oncle Frank. 
En version québécoise, Patrice Dubois le double dans Le Code Da Vinci, Cœur d'encre, Le Touriste, Marge de manœuvre, Prêtre, Transcendance et Mortdecai. Il est également doublé à deux reprises par Philippe Martin dans Wimbledon et Le Coupe-feu ainsi que par Alexandre Fortin dans Solo : Une histoire de Star Wars. Daniel Roy le double quant à lui dans l'univers cinématographique Marvel.